# Hammelev
Hammelev est une ville du Jutland du Sud de 1024 habitants (en 2024) située à 7 km à l’est de Vojens et à 7 km à l’ouest de Haderslev. La ville appartient à la municipalité de Haderslev et est située dans la région du Danemark du Sud.
Hammelev appartient à la paroisse de Hammelev, et l’église de Hammelev est située dans la ville. Au sud de la ville, la vallée tunnel de Haderslev s’étend avec le barrage de Stevning et le lac forestier Hindemade.

## Infrastructures
Hammelev a un département de l’école communautaire Hammelev Sct. Severin, qui offre un enseignement de la 0e à la 6e année. L’école dispose de 3-4 classes dans le département Sct. Severin à Haderslev et 1 classe dans le département de Hammelev, qui a été agrandi en 2011 et compte 170 élèves. Il y a un accueil périscolaire aux deux endroits.
Hammelev Kindergarten est une crèche indépendante avec un effectif moyen de 75 enfants, située dans des bâtiments récemment rénovés à côté de l’école.
Plus à l’ouest de la ville se trouve la halle et le terrain de sport.
L’Association de la jeunesse de la paroisse de Hammelev (HSUF), fondée en 1919, propose comme activités sportives le football, la gymnastique, l’athlétisme, le tennis, le badminton et le handball.
La salle des fêtes de Hammelev dispose de deux salles pouvant accueillir respectivement 30 et 90 personnes.
Tørning Kro ne fonctionne actuellement qu’avec la location de salles de réceptions.

## Histoire
Le moulin de Tørning est situé dans une vallée tunnel, au niveau du rempart qui entourait dans les années 1200 le plus grand château du Jutland du Sud, Tørninghus. Le moulin a brûlé et a été reconstruit plusieurs fois, mais l’énergie hydraulique de Tørning est utilisée depuis au moins 1494. Christiansdal Elværk produit de l’électricité depuis 1911, mais à partir de 1770, l’énergie hydraulique a alimenté une grande usine polyvalente jusqu’à ce qu’elle brûle en 1907.

## Stationsbyen
Lorsque la ligne Vojens-Haderslev a été ouverte en 1866, Hammelev a obtenu le seul point d’arrêt entre les deux terminus. C’était un simple point de vente de billets avec des voies de garage, mais après les plébiscites du Schleswig, Hammelev a reçu le statut de gare en 1922.
Hammelev avait déjà une auberge à l’époque allemande. La carte topographique danoise montre également la salle des fêtes, le central téléphonique, le réseau d’aqueducs et la maison de la sage-femme.
En 1953, la gare a été reléguée à un quai sans voies de garage, mais après des protestations locales, la gare a été conservée jusqu’en 1963. Le bâtiment de la gare a été démoli dans les années 1950. À partir de 1973, la gare n’avait plus qu’un service de bus. Le 1er janvier 1974, DSB suspend « temporairement » le trafic de passagers sur la ligne, mais il n’a jamais repris. En mai 1978, la ligne de Haderslev devient une ligne de fret pure, bien que sans arrêt à Hammelev, où la gare est définitivement abandonnée. À partir de 1998, le trafic de marchandises est devenu trop faible pour être maintenu et Banedanmark a fermé la ligne le 1er janvier 2001. Cependant, la voie ferrée est restée en place et des trains d’époque circulent occasionnellement sur la ligne.

## Monuments commémoratifs
Devant la salle paroissiale se trouve une stèle commémorant la Réunification en 1920 et la Libération du Danemark en 1945.

## Économie
L’emplacement idéal de Hammelev, juste à l’ouest de la sortie 68 (Vojens) sur l’E45, a permis la création de la zone d'activité économique Haderslev-Vojens au nord et à l’est de Hammelev. Voici quelques-unes des premières entreprises qui se sont implantées dans le parc d’activités :
Danitech a commencé à Kolding en 1987, mais a 3 usines à Hammelev en 2007. L’entreprise emploie 100 personnes et commercialise des composants de transmission hydraulique et mécaniques pour l’agriculture, l’industrie, le transport terrestre et le transport maritime.
Bema A/S a été fondée en 1947 et est spécialisée dans les vis de convoyage, mais fournit également des équipements en acier inoxydable sous la marque Ferreo. L’entreprise emploie 60 personnes.